# Robert Gant
Robert John González (Tampa, Florida; 13 de julio de 1968) es un actor estadounidense; a veces se le acredita como Robert J. Gant.

## Biografía
Robert Gant tiene ascendencia española, italiana, cubana, irlandesa e inglesa.
Comenzó a actuar en anuncios de televisión y se unió al Sindicato de Actores a los diez años en su estado natal de Florida. A la edad de once años, participó en una gira de las USO de Bob Hope.
Se especializó en Literatura Inglesa en la Universidad de Pensilvania y luego asistió a la escuela de derecho en la Universidad de Georgetown.
Su carrera como abogado lo llevó a Los Ángeles, al aceptar un puesto en la oficina en Los Ángeles de Baker & McKenzie con sede central en Chicago; pero la oficina en Los Ángeles de esa firma internacional se cerró poco después.
En lugar de continuar su carrera en las leyes, decidió centrar todo su tiempo en la actuación.
Gant está involucrado en varias organizaciones filantrópicas con especial atención hacia la cuestión del envejecimiento en la comunidad gay.
Gant actualmente reside en Los Ángeles.

## Carrera
Robert Gant ha actuado en varias producciones:
- En 1994: Melrose Place.
- En 1994: Ellen;
- En 1997: Los líos de Caroline
- En 1997: Friends;
- En 1998: Los líos de Caroline;
- En 1999: Teaching Mrs. Tingle;
- En 2000: Popular;
- En 2001: Popular;
- En 2002: El Contrato;
- En 2002: Queer as Folk de Showtime como Ben Bruckner, su papel más conocido hasta ahora;
- En 2002: Fits and Starts;
- En 2004: Billy's Dad is a Fudge-Packer, cortometraje en homenaje a las películas educativas de la década de 1950;
- En 2004: Marie y Bruce;
- En 2007: Save Me con Chad Allen y Judith Light (Película sobre el movimiento ex gay distribuida por Mythgarden, productora formada por Gant, Allen y Racster en 2004.
- En 2008: Special Delivery;
- En 2008: Nip/Tuck;
- En 2009: Personal Affairs, drama producido por BBC Three y ambientado en el sector financiero de Londres.[1]
- En 2016: Love is all you need?;
- En 2017: Milada;
- En 2023: Misántropo; como Jimmy Kittridge, presentador del programa de televisión Jimmy Kittridge Show.

## Activismo
Gant apoya organizaciones tales como:
- SAGE - Senior Advocacy for GLBT Elders (Defensa de Ancianos LGTB),
- GLEH - Gay & Lesbian Elder Housing (Vivienda para Ancianos Gays y Lesbianas).

En 2008 apoyó a Hillary Rodham Clinton en el intento de esta por ser la candidata del Partido Demócrata a la Presidencia de los Estados Unidos; dicha nominación recayó finalmente en Barack Obama.